# Araruna, Paraíba
Araruna este un oraș în Paraíba (PB), Brazilia. 